# Jevpatorija
Jevpatorija (ukránul Євпаторія, oroszul Евпатория, krími tatár nyelven Kezlev, örményül Եվպատորիա [Jevpatoria], görögül Ευπατορία, Κερκινίτις [Eupatoria, Kerkinitisz], törökül Gözleve) város a Krím félszigeten.

## Földrajza és éghajlata
A város a sztyeppeövezetben fekszik. A szárazföld felől a Szaki járás, dél felől a Fekete-tenger határolja. A Kalamiti-öböl 20 kilométeres tengerpartja mentén található. Kijevtől légvonalban 619 km-re, vasúton 900 km-re autóúton 788 km-re helyezkedik el. Szimferopoltól mért távolsága 64 km illetve 93 km illetve 69 km. Vízforrásai: a Mojnaki-tó, a Szasik-Szivas-tó, a Zsemcsuzsne-tó, a Funaki-tó és a Jali-Majnak-tó.

## Története
Az i. e. 497-ben alapították. Kerkinitida néven az i. e. 3–i. sz. 2. századig görög település volt itt. A terület újabb fejlődése az Oszmán Birodalommal kezdődött, amikor 1475-ben Gezlev (Kezlev) néven erődöt építettek. A 16. században az erődöt jelentősen kibővítették és megerősítették. A település jelenlegi neve VI. Mithridatész pontoszi királytól származik. Amikor az Orosz Birodalom meghódította a Krímet és elfoglalta a várost, Eupatorra nevezték át. A 19. század elején új kikötő épült a városban és a város lett a krími karaiták központja. Ebben az időben kezdett kialakulni az üdülőhely jellegű városkép. A tengerparti részen számos városi strandot alakítottak ki. A közeli tavakban lévő iszapot használják a gyógyításban és a vizet gyógyhatású ásványvízként.

## Népesség
A város lakosainak száma az elővárosok nélkül 107 044 fő (2013).
A népesség összetétele: orosz - 64,9%; ukrán - 23,3%; krími tatár - 6,9%; fehérorosz - 1,5%; örmény - 0,5%; zsidó - 0,4%; tatár - 0,2%; lengyel - 0,2%; moldovai - 0,2%; azeri - 0,2%

## Közigazgatás
A városi önkormányzat felügyelete alá tartoznak a Zaozerne, Novoozerne és Mirnij településrészek is.

## Közlekedés
A legközelebbi vasútállomás a Jevpatorija üdülőhely nevű vasúti megállóhely. Ennek a közelében található a távolsági autóbusz-állomás. A központtól 2 km-re északkeletre található a város fő vasútállomása, a Jevpatorija-Tovarnaja.

## Látnivalók
- Szasik-Szivas tó – Jevpatorija keleti részén található. Egykor öböl volt, de egy homokpad segítségével tavat alakítottak ki. Az egész Krím legnagyobb sós tava. Területe 8000 ha. Már az ókorban is sót bányásztak ezen a helyen. Az orosz fennhatóság idején, a 15. századtól a jómódú ukránok és moszkvaiak számra az itt kitermelt só használata szokás volt.[6]
- Sukurla-Efendi mecset – Tatarszkaja u., 66
- Örmény Szent Mihály-templom – Internacionalna u. 44.

## Testvértelepülései
- Joánina  Görögország (1989)
- Figueira da Foz  Portugália (1989)
- Ludwigsburg  Németország (1992)
- Zákinthosz  Görögország (2002)
- Ostrowiec Świętokrzyski  Lengyelország (2004)
- Krasznogorszki járás (Moszkvai terület)  Oroszország (2006)
- Belgorod  Oroszország (2010)